# Jánosháza
Jánosháza est une ville de Hongrie, situé dans le département de Vas. Elle a le titre de ville depuis le 15 juillet 2013. Lors du recensement de 2001, il y avait 2 750 habitants.